# Attie
Die Sprache Attie (auch akie, akye, atche, atie und atshe genannt; ISO 639-3: ati) ist eine Sprache aus der Untergruppe der Nyo-Sprachen innerhalb der Sprachgruppe der Kwa-Sprachen und wird von insgesamt 381.000 Personen in der Elfenbeinküste in den Departements Abidjan und Adzope gesprochen.
Die Volksgruppe, die diese Sprache spricht, sind die Akie (oder auch Akye, Attie, Atié, Ankya), die drei Dialekte sprechen: naidin, ketin und bodin. Die meisten Attie-Sprecher sprechen auch Französisch [fra], Jula [dyu], Anyin [any], Ebrie [ebr], Abe [aba] oder Baule [bci].